# Burke’s Peerage

sir Bernard Burke CB, Norroy & Ulster King of Arms

Burke’s Peerage, Baronetage & Knightage of the United Kingdom (ang. Burkego Parowie, baroneci i rycerstwo Zjednoczonego Królestwa) – almanach szlachecki Zjednoczonego Królestwa, wydawany od 1826. Wydawnictwo łączy w sobie cechy herbarza, almanachu genealogicznego i Who is Who.
Publikowane do niedawna w jednym liczącym zwykle ponad 1,5 tysiąca stron tomie, od 107 wydania (2004) w trzech tomach. Zawiera w głównym zrębie uszeregowane alfabetycznie utytułowane rodziny parów i baronetów) Anglii, Szkocji i Północnej Irlandii. W części wstępnej wydzielone jest rodzina panująca. Poszczególne hasła składają się z czarno-białego pełnego wizerunku herbu, krótkiego biogramu aktualnego posiadacza tytułu, z wyszczególnienie ukończonych szkół, służby wojskowej i cywilnej, otrzymanych odznaczeń i tytułów, danych na temat małżeństwa i dzieci oraz adresu do korespondencji, często także genealogii rodziny, szczególnie w przypadkach dziedziczenia tytułu przez linie boczne i po kądzieli, daty kreacji oraz dewizy herbowej.
Osobno, na końcu, umieszczone są spisy alfabetyczne osób uhonorowanych szlachectwem osobistym (kawalerów orderów i pasowanych rycerzy), z krótkimi notkami, bez wizerunków herbów oraz biskupów kościoła anglikańskiego i katolickiego. Uzupełnieniem tomu są indeksy, m.in. według nazwisk nosicieli tytułów i według tytułów starszych synów, spisy poszczególnych rang tytułów według daty kreacji, uszeregowanie tytułów według przynależności terytorialnej, spis alfabetyczny dewiz rodowych.
Wydawanie almanachu rozpoczął w 1826 irlandzki genealog John Burke (1787–1848). Dzieło kontynuował jego syn, sir John Bernard Burke (1814–1892), Ulster King of Arms.
W latach 1840–1917 i 1923–1940 książka publikowana była z bieżącymi aktualizacjami co rok. Kolejne edycje wydawane są rzadziej. 105 wydanie ukazało się w 1970 pod redakcją Petera Townenda, a 106 (1999) i 107 (2003) pod redakcją Charsa Mosleya.
Wydanie 107, trzytomowe liczy 4556 stron, zawiera informacje o wszystkich żyjących arystokratycznych rodzinach Zjednoczonego Królestwa, spis ok. 3000 kawalerów, indeksy obejmujące ok. 120000 nazwisk. Pierwszy raz w tej edycji zostali umieszczeni wodzowie szkockich i irlandzkich klanów i feudalni baronowie w Szkocji.
Spółka wydająca almanach Burke’s Peerage & Gentry Ltd wydaje także inne dzieła z zakresu heraldyki i genealogii, m.in. almanach rodzin szlacheckich nieutytułowanych – Burke’s Landed Gentry.
Zawartość almanachu jest dostępna również w Internecie, na stronie firmowej Burke’s Peerage. Wolny dostęp jest tylko do części danych, pełny – m.in. do wizerunków herbów i genealogii jest odpłatny.
Podobne almanachy szlachty brytyjskiej wydawane były przez różnych autorów, najpopularniejsze, obok wydawnictwa Burkego były:
- Debrett’s Peerage & Baronetage, wydawany od 1769 do dziś (144 wydanie w 2003)
- Lodge's Peerage and Baronetage of the British Empire as at present existing, wydawany od 1832 do 1901